# Gesetz über die Befriedung der Gebäude des Reichstags und der Landtage
Das Gesetz über die Befriedung der Gebäude des Reichstags und der Landtage wurde am 8. Mai 1920 erlassen, um Bannmeilen für den Reichstag und die Landtage in der Weimarer Republik zu schaffen (Reichsgesetzblatt, Seite 909). Anlass war das Blutbad vor dem Reichstag am 13. Januar 1920. In der Bundesrepublik Deutschland gilt das Gesetz über befriedete Bezirke für Verfassungsorgane des Bundes (BefBezG).